# Les Yeux sans visage
Pour plus de détails, voir Fiche technique et Distribution.
Les Yeux sans visage est un film d'horreur franco-italien en noir et blanc réalisé par Georges Franju, sorti en 1960. Il est adapté du roman éponyme de Jean Redon, publié en 1959 dans la collection Angoisse aux éditions Fleuve noir.
Le film narre les tentatives désespérées d'un chirurgien pour réparer le visage de sa fille, défigurée lors d'un accident de la circulation. Le chirurgien et son assistante sont incarnés par Pierre Brasseur et Alida Valli, têtes d'affiche du film. La jeune femme sans visage est jouée par la révélation du film, Édith Scob, qui n'en est alors qu'à son deuxième long métrage.

## Synopsis
Alors que son assistante Louise vient de jeter dans l'eau le corps d'une jeune femme, le docteur Génessier, un éminent chirurgien, donne une conférence sur les greffes de peaux. Lorsque la conférence se termine, il est appelé par la morgue. Le corps d'une jeune fille, complètement défigurée, a été retrouvé dans la Seine. Le médecin prétend qu’il s’agit de sa fille qui aurait commis un suicide, celle-ci ayant été défigurée par un accident de voiture. Après l’enterrement, il rentre chez lui où sa fille l’attend. Génessier lui révèle qu’il a orchestré un faux décès afin de couvrir ses manigances.
En effet, Génessier veut offrir un nouveau visage à sa fille,. Il a installé un laboratoire dans sa grande propriété située en banlieue parisienne et où il pratique régulièrement des expériences sur des chiens qu’il garde captifs. C’est aussi le lieu dans lequel son assistante et complice attire des jeunes femmes pour prélever leur visage et les greffer sur celui de sa fille, Christiane. Cette dernière, recluse dans ce manoir, doit porter un masque blanc inexpressif pour dissimuler son visage meurtri. Les greffes se succèdent et échouent jusqu’au jour où une opération semble réussir. Christiane retrouve alors son visage.
Mais progressivement, les tissus de la peau se dégradent et les nécroses réapparaissent. Désespérée, seule, Christiane appelle au téléphone son ancien fiancé, Jacques, qui la croit morte. Il avertit alors la police qui entame une enquête sur la clinique et la disparition des jeunes femmes. Par manque de preuve, les policiers abandonnent leur enquête, laissant une dernière malheureuse aux mains du chirurgien.
Découvrant la nouvelle victime, Christiane décide de mettre fin à ce cycle infernal. Elle délivre alors la jeune fille, tue l’assistante de son père, et ouvre les cages des chiens, qui se ruent sur son père et le tuent. Enfin libérée, entourée de colombes qu'elle a également délivrées, elle s’enfonce dans la forêt.

## Histoire détaillée

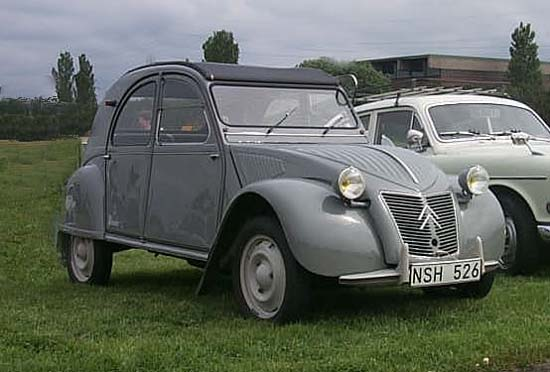
Une Citroën 2 CV similaire à celle de Louise, l'assistante du Dr Génessier.

Une Citroën 2 CV roule dans la nuit sur une petite route de campagne. À son volant, une femme inquiète conduit en jetant des regards autour d'elle. Les rues des villages qu'elle traverse sont pourtant désertes. On se rend compte qu'elle vérifie en ajustant son rétroviseur, d'une part que personne ne la suit, d'autre part qu'elle surveille un corps assis sur la banquette arrière de la voiture. Ce corps, apparemment inerte, est enveloppé dans un épais manteau et la tête couverte d'un chapeau, le visage étant dissimulé. Parvenue au barrage d'une rivière, la femme retire le corps du véhicule. Il s'agit d'une autre femme qu'elle transporte difficilement jusqu'à la berge, puis la jette dans la rivière (la Marne).
Dans la séquence suivante, un téléphone sonne dans une grande bâtisse. Un employé répond que le Pr Génessier (Pierre Brasseur), éminent chirurgien, donne une conférence sur les greffes de peaux. Le public qui assiste à son exposé semble satisfait et l'applaudit chaleureusement. À peine sortis de la salle de conférence, l'employé lui explique que la morgue de Paris vient d'appeler et que quelqu'un de ce service lui demande de s'y rendre sans attendre. Avant de quitter le bâtiment de la conférence, des personnes du public veulent féliciter le professeur mais celui-ci répond très sèchement. Une dame explique à son ami, debout près d'elle : « Comme il a changé depuis la disparition de sa fille… »
À la morgue, les policiers discutent entre eux à propos d'un cadavre découvert dans une rivière, celui qui a été précédemment jeté par la femme. Ils sont dubitatifs et se demandent s'il s'agit bien du corps de Christiane Génessier, la fille du professeur qui a disparu depuis quelques jours, ou bien celui d'une autre femme. Arrivé dans la salle des corps, le cadavre est formellement identifié par le Pr Génessier, malgré la présence à l'extérieur du vrai père de la victime, auquel il ne décochera, en sortant, qu'une phrase caustique et vexante.
Le plan suivant présente la rue Saint-Jacques à Paris. Une jeune étudiante qui sort du lycée Louis-le-Grand est suivie par la femme qui a jeté le corps près du barrage au début du film. On assiste ensuite à l'enterrement de la fille du Pr Génessier dans un petit bourg de campagne. On découvre dès lors que la femme à la 2 CV n'est autre que Louise (Alida Valli), son assistante et secrétaire. On découvre également que le Dr Jacques Vernon, fiancé de la morte, est lui même l'assistant du professeur. Après l'enterrement, alors qu'ils sont seuls, Louise déclare au professeur qu'elle n'en peut plus et semble à bout de nerfs. Il lui demande de se taire, de se reprendre, puis ils repartent pour le domaine des Génessier, grande demeure isolée entourée par un grand parc boisé.
Le professeur rentre sa voiture dans le garage contigu à la maison. Il se dirige ensuite vers chez lui alors qu'on entend les aboiements d'un grand nombre de chiens. Il monte lentement un grand escalier, puis un autre, et retrouve, dans une petite chambre, sa fille Christiane, allongée sur le ventre sur son lit et qui, en fait, n'est pas morte. Celle-ci comprend qu'elle a été faussement enterrée et qu'une autre personne a pris sa place dans le caveau familial. Il lui explique que ce stratagème a pour but de la protéger. La jeune femme cache son visage car elle a été horriblement défigurée lors d'un accident dans la voiture que son père conduisait. Celui-ci, grand chirurgien, très affecté et coupable de cette situation veut lui trouver un « nouveau visage ». Louise, son assistante arrive sur ces entrefaites et tente de la rassurer en attestant de la grande compétence de son père en matière de chirurgie faciale, car elle a pu elle-même en bénéficier. Elle lui remet un masque, un simple masque blanc et inexpressif qui couvre entièrement la face, et la laisse seule dans sa chambre. Christiane sort et descend l'escalier. Dans la maison, les miroirs sont peints en noir. Elle trouve le téléphone et appelle son fiancé, mais elle écoute sa voix sans prononcer aucun mot.
Louise, l'assistante du professeur, a pris contact avec une jeune étudiante suisse, dénommée Edna Grüberg, en lui offrant un billet de théâtre à l'occasion d'une rencontre qui pourrait apparaître comme fortuite. À la recherche d'une chambre pour se loger, l'étudiante accepte d'être hébergée dans la maison des Génessier. Le soir même, les deux femmes arrivent dans la grande maison. Edna est quelque peu inquiète, mais Louise fait tout pour la rassurer et la présente au professeur qui, peu de temps après, lui applique un mouchoir imbibé de chloroforme sur le visage. Inerte, la jeune femme est emportée par les deux complices dans une salle d'opération. Christiane, qui a entendu du bruit depuis sa chambre, décide de les suivre. Cachée derrière la voiture de Louise, elle écoute le professeur discuter avec son assistante dans le garage. Elle comprend qu'il vont prélever la peau du visage de cette jeune fille qu'elle ne connaît pas. Ils s'éloignent. Christiane traverse alors un long couloir avant de découvrir ce qui s'apparente la salle de chirurgie. La jeune fille est là, inanimée sur un brancard. Christiane se rend ensuite dans un vaste chenil comportant un grand nombre de cages et de chiens, retenus comme des cobayes. Après avoir caressé quelques animaux qu'elle semble bien connaître, elle retourne dans la salle d'intervention et y découvre un miroir. Elle ôte son masque pour se regarder. Le visage toujours découvert, elle s'approche de la jeune fille endormie, afin de toucher son visage, mais celle-ci se réveille soudainement et hurle de terreur en découvrant le visage défiguré de Christiane.
La scène suivante montre le Pr Génessier passant sa tenue de chirurgien en vue du prélèvement et de la greffe, puis commence son intervention avec l'aide de Louise. Les corps des deux jeunes femmes (Edna et Christiane) sont étendus l'un à côté de l'autre. Quelque temps plus tard, Christiane est remontée dans sa chambre dans l'attente du résultat, avec l'espoir que la greffe ne soit pas rejetée. Edna, retenue prisonnière, est toujours vivante. Louise lui apporte à manger dans la pièce où elle est séquestrée, mais l'étudiante parvient à l'assommer puis à s'enfuir. Louise prévient le professeur qui se lance à sa poursuite : l'étudiante se perd dans la maison et, parvenue au second étage, tombe ou se jette par la fenêtre. Le chirurgien, toujours avec l'aide de Louise, transporte son corps et le jette au fond du caveau familial.
Au poste de police, l'amie d'Edna vient témoigner de la disparition de la jeune femme et donne à l'enquêteur, l'inspecteur Parot, le signalement de Louise, repérée par cette amie, mais sa description reste floue, bien qu'elle évoque son large collier de chien en perles). La police se rend alors compte qu'une série de disparitions de jeunes femmes aux yeux bleus a eu lieu dans Paris, sans avoir le moindre indice.
Chez les Génessier, Christiane semble avoir retrouvé son visage, mais reste contrariée de ne pas pouvoir retrouver son fiancé, le Dr Vernon. Le professeur est embarrassé, mais il doit laisser sa fille afin de se rendre dans sa clinique. Avant de partir, il observe le visage de sa fille et semble soucieux. Le soir même, il annonce à son assistante que l'intervention est ratée et le temps confirme son pronostic : la greffe n'a pas pris  et se nécrose : Christiane retrouve son masque. Désespérée, elle décide de téléphoner à son fiancé à l'insu de son père et de Louise, et cette fois-ci elle prononce son prénom avant de raccrocher. Jacques est sidéré de découvrir que sa fiancée n'est pas morte. Il rapporte ce fait auprès de l'inspecteur Parot, dubitatif sur ce témoignage un peu léger il en évoque d'autres tout aussi légers, comme celui qui évoque une suspecte avec un large collier de chien en perle. Jacques pense aussitôt à Louise.
La police décide alors d'utiliser une « chèvre » dans la clinique du Pr Génessier. Une jeune fille, Paulette, qui a commis un larcin, ne peut refuser son aide pour tendre un piège au Pr Génessier et à son assistante. Jacques, qui est médecin et travaille dans le service du professeur, fait hospitaliser Paulette afin que son patron la remarque, ce qui ne rate pas, mais tout ne se passe pas comme prévu : le professeur libère Paulette, fausse malade, le soir même de la clinique. Sur le chemin, une 2 CV s'arrête, et Louise propose à Paulette de la rapprocher. En faisant enregistrer sa sortie à l'accueil, elle avait téléphoné à ses parents pour leur dire qu'elle arrivait. Elle n'arrivera pas et la police rend visite à Génessier dans sa clinique pour la retrouver. Les explications données par le chirurgien semblent satisfaisantes et Jacques, son assistant, n'a rien vu. Le chirurgien explique qu'il n'est pas responsable de ce que deviennent ses patients hors de sa clinique. Les policiers repartent sans insister.
Prisonnière dans le bloc opératoire de la maison de Génessier et déjà attachée sur une table d'opération, Paulette est libérée par Christiane, qui semble en avoir assez. Alertée par les cris, Louise tente de s'interposer mais elle est tuée d'un coup de scalpel par Christiane. La jeune Paulette s'enfuit et la fille du professeur en profite pour libérer les chiens de leurs cages. Arrivé sur ces entrefaites depuis sa clinique, le professeur est attaqué par les animaux qui le déchiquètent. Christiane libère également des colombes de leur cage et s'enfonce, en pleine nuit, dans la forêt, entourée des oiseaux voletant autour d'elle.

## Fiche technique
- Titre français : Les Yeux sans visage
- Réalisation : Georges Franju, assisté de Claude Sautet[2]
- Scénario : Pierre Boileau, Pierre Gascar, Thomas Narcejac et Claude Sautet, d'après le roman Les Yeux sans visage de Jean Redon, Éditions Fleuve Noir (Collection Angoisse no 26), Paris, 1959, 222 pages[2]
- Dialogue : Pierre Gascar[1]
- Adaptateur : Claude Sautet[2]
- Sociétés de production : Champs-Élysées-Productions (Paris), Lux Films (Rome)
- Chef de production : Jules Borkon
- Directeur de production : Pierre Laurent
- Distribution : Lux Compagnie Cinématographique de France
- Musique composée et dirigée par : Maurice Jarre (Éditions musicales Transatlantique)
- Directeur de la photographie : Eugen Schüfftan[2]
- Opérateur : Robert Schneider
- Assistant opérateur : Pierre Brard
- Montage : Gilbert Natot, assisté de Denise Natot
- Décors : Auguste Capelier, assisté de Jacques Mély et Claude Moesching
- Son : Antoine Archimbaud
- Effets spéciaux : Henri Assoula
- Maquillage :  Georges Klein et Alexandre Marcus  (non crédité)
- Costumes : Marie Martine
- Coiffures : Marcelle Testard
- Photographe de plateau : Jean-Louis Castelli
- Script-girl : Ginette Diamant-Berger
- Régisseur : Margot Capelier
- Affichiste : Clément Hurel
- Pays de production : France, Italie
- Tournage du 10 février au 5 avril 1959[réf. nécessaire]
- Format : noir et blanc — 1,66:1 — 35 mm — son mono
- Genre : Drame, horreur
- Durée : 88 minutes (2 408 mètres)
- Date de sortie :
  - France : 11 mars 1960
- Film interdit aux moins de 16 ans lors de sa sortie en France, réévalué en tous publics avec avertissement depuis 1998[3].
- Affiche : Jean Mascii (France)

## Distribution
- Pierre Brasseur : Dr Génessier[2]
- Alida Valli : Louise[2]
- Juliette Mayniel : Edna Grüberg
- Édith Scob : Christiane Génessier[2]
- François Guérin : Dr Jacques Vernon

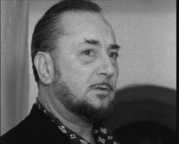
Pierre Brasseur en 1961.

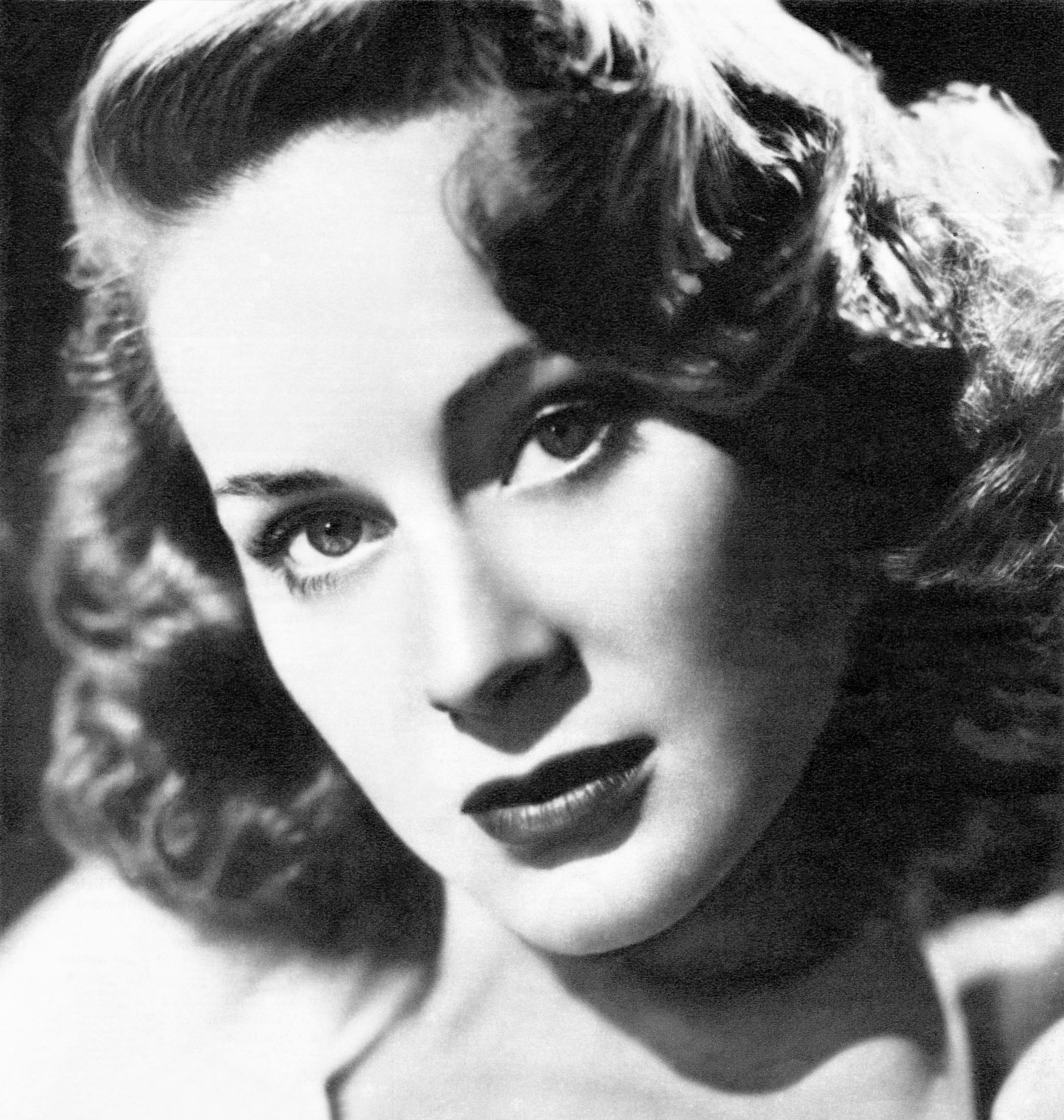
Alida Valli.

- Béatrice Altariba : Paulette Méroudon
- Alexandre Rignault : l'inspecteur Parot
- Claude Brasseur : le second inspecteur
- Charles Blavette : l'homme de la fourrière (coupé au montage)
- Michel Etcheverry : Dr Lherminier, médecin légiste
- Yvette Étiévant : la mère du petit malade
- René Génin : Henri Tessot
- Lucien Hubert : un homme au cimetière
- Marcel Pérès : un homme au cimetière
- Birgitta Justin : Juliette
- Gabrielle Doulcet : une admiratrice du docteur Génessier
- Charles Bayard : un homme à la conférence
- Jimmy Perrys : un homme à la morgue
- France Asselin
- Corrado Guarducci
- Charles Lavialle : le concierge
- Max Montavon

## Production

### Droits et financement
Le producteur de cinéma Jules Borkon achète les droits sur le roman de Jean Redon, publié peu de temps auparavant, et en propose la réalisation à Georges Franju. Le film sera distribué en France et en Italie, pays des deux sociétés de production : Champs-Élysées Productions, pour la France, et Lux Film, pour l'Italie, ainsi qu'aux États-Unis sous le titre anglais Eyes Without a Face.

### Tournage

#### Lieux de tournage
La totalité des scènes en extérieur ont été tournées à Paris et en banlieue parisienne.

##### Paris

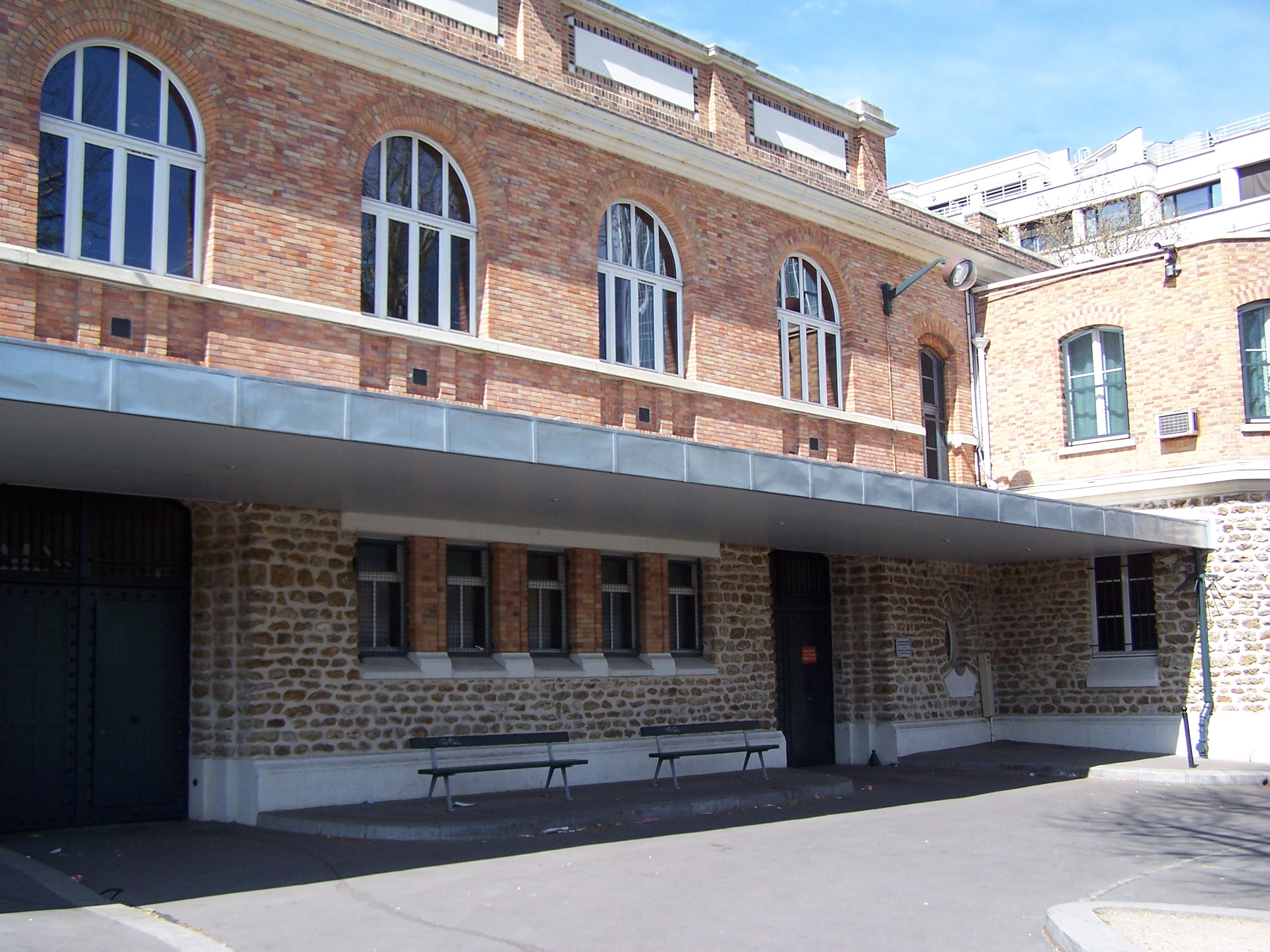
En sortant de l'institut médico-légal, le rencontre furtivement le père d'une de ses victimes.

- 5e arrondissement de Paris

Rue Saint-Jacques, scène tournée devant la Sorbonne, durant laquelle l'étudiante suisse Edna est repérée par Louise.
- 12e arrondissement de Paris

Quelques plans de l'institut médico-légal de Paris, vers le début du film.
- 16e arrondissement de Paris

L'entrée du théâtre des Champs-Élysées, devant laquelle Louise propose un billet de théâtre à Edna.
Le palais de Chaillot et l'actuel parvis des droits de l'homme, devant lesquels l'étudiante passe quelques secondes  .

##### Banlieue parisienne

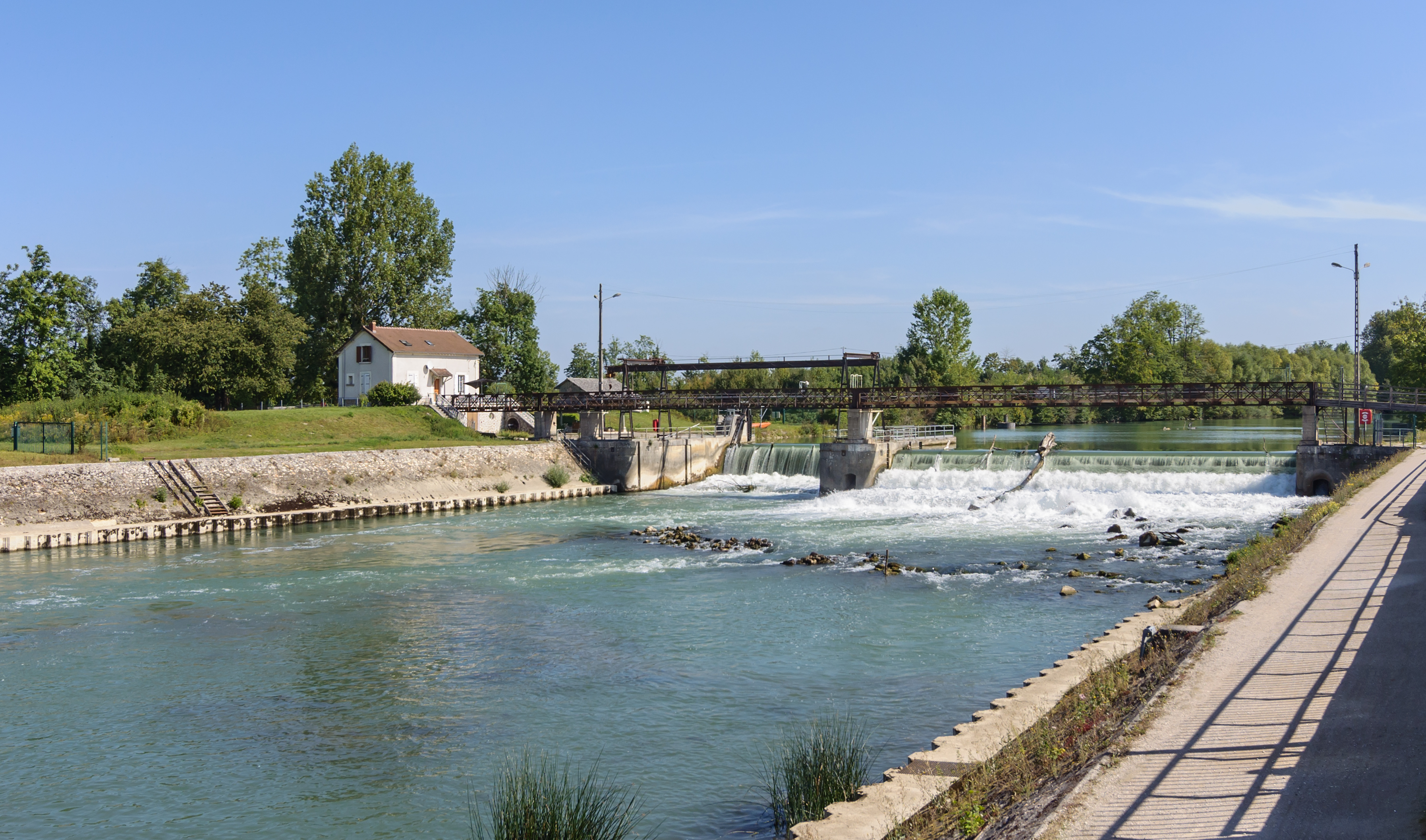
Le barrage de la Marne à Noisiel où Louise jette le corps d'une jeune fille.

- Hauts-de-Seine

Le château de Marnes à Marnes-la-Coquette, présenté comme la villa du Pr Genessier, où ont été tournées les scènes finales de l'attaque des chiens sur le chirurgien.
Le viaduc de Meudon, plan de quelques secondes tourné durant l'enlèvement d'Edna par Louise qui l'emmène dans sa 2 CV à la maison du professeur.
- Yvelines

Le parc du Bel Air, au Chesnay, abrite la clinique du Pr Genessier avec une courte scène entre les policiers et le Dr Vernon.
- Seine-et-Marne

Noisiel et son barrage sur la Marne, pour une scène du tout début du film au cours de laquelle Louise se débarrasse du corps d'une jeune femme, victime supposée des agissements du professeur.

### Bande originale
La bande originale figure dans une compilation des musiques de films composées par Maurice Jarre durant sa « période française », entre 1951 et 1962. Selon le compositeur français, il s'agit d'une photographie musicale de la période qui précède son départ pour Hollywood
Le CD, intitulé Ma période française, est sorti en février 2005. Outre la musique des Yeux sans visage, celui-ci comprend celles de onze autres films, composées par Jarre, dont, notamment, La Tête contre les murs, Thérèse Desqueyroux, Les Dragueurs, Week-end à Zuydcoote.
Titres de l'album Ma période française pour Les Yeux sans visage (pistes 4 à 9)
| No | Titre                   | Durée |
| -- | ----------------------- | ----- |
| 4. | Générique du film       | 2:05  |
| 5. | Thème romantique        | 2:50  |
| 6. | Filature                | 1:23  |
| 7. | Des phares dans la nuit | 3:32  |
| 8. | Valse poursuite         | 1:45  |
| 9. | Final                   | 1:01  |

### Dates de sortie
- France : 11 janvier 1960.
  - Interdit aux moins de 16 ans à sa sortie.
- Italie : 3 mai 1960.

## Autour du film

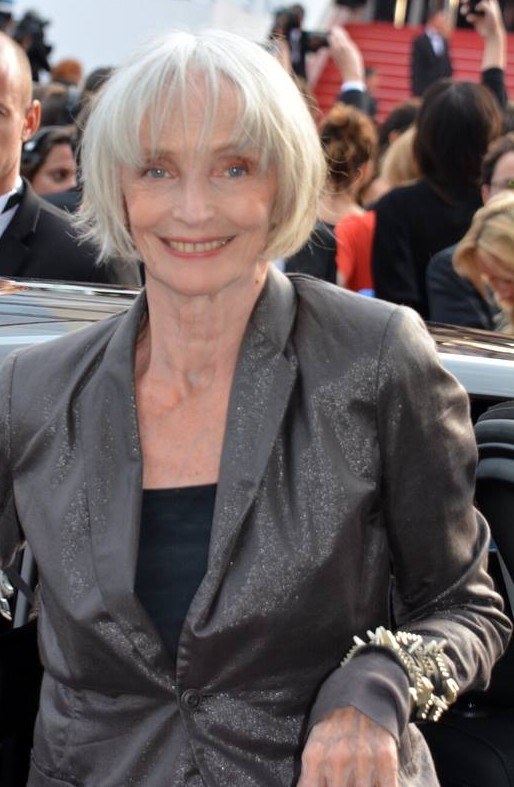
Édith Scob en 2016.

### Autour des acteurs
- L'actrice Édith Scob, qui avait déjà tourné sous la direction du cinéaste dans La Tête contre les murs (1959), retournera par la suite avec ce dernier dans Thérèse Desqueyroux (1962), Judex (1963) et Le Dernier Mélodrame (1979).
  - Édith Scob fera un clin d’œil aux Yeux sans visage en reportant le même masque plus de 50 ans plus tard dans Holy Motors.
- Le film constitue la deuxième des trois collaborations de l’acteur Pierre Brasseur avec le réalisateur Georges Franju, après La Tête contre les murs, et avant Pleins Feux sur l'assassin.
- Claude Brasseur, fils de Pierre Brasseur, joue le rôle du jeune inspecteur qui assiste l'inspecteur Parot, comme l'indique une des photos de la présentation du film, publiée sur un site web consacré au cinéma français[9]. Père et fils sont d'ailleurs brièvement face à face dans la séquence de l'interrogatoire de Genessier par les policiers.

### Autour des costumes et des effets spéciaux
- Le masque que porte l'actrice Édith Scob a été conçu par Henri Assola et Georges Klein, chargés des effets spéciaux. Ces deux hommes avaient déjà créé le masque du personnage de Quasimodo porté par Anthony Quinn dans le film Notre-Dame de Paris, en 1956. Ce masque est en latex, véritable nouveauté dans un film et qui donne au masque un aspect plus réaliste[10].
- Selon la biographe Marie-Ève Lacasse, auteure d'un livre (Les Yeux dans les phares), consacré à la styliste Peggy Roche et à Françoise Sagan, les robes portées par Édith Scob pour le personnage de Christiane sont l'œuvre du couturier Hubert de Givenchy[11].

## Réception

### Critiques
Sorti dans les salles de cinéma au début de l'année 1960, le film connaît un succès public assez mitigé (plus de 620 000 entrées), mais il reçoit un accueil critique plutôt favorable de la part des spécialistes des films fantastiques. Ceux-ci remarquent sa particularité, ce qui n'empêchera pas certains exploitants de salles d'arrêter sa projection par crainte de réactions de certains spectateurs trop « sensibles ».
Près de 50 ans après sa sortie, le film bénéficie encore de critiques favorables. Le film reçoit d'ailleurs une bonne critique, sous la plume du critique de cinéma Olivier Père, directeur de la section « cinéma » sur Arte, depuis 2012, qui considère que : 
«  Les Yeux sans visage compte parmi les rares incursions géniales, du moins marquantes, du cinéma français dans le registre du fantastique, et plus précisément de l'épouvante. »

## Analyse
Pour le réalisateur Georges Franju, il s'agit clairement d'un film d'épouvante avec des passages de nature fantastique, telle que la scène du cimetière où est caché le corps de la jeune Edna. Il la considère d'ailleurs comme une scène typique se rattachant à ce type de film. La violence du « spectacle opératoire » filmé dans sa quasi-totalité est éprouvante pour le spectateur, les autres scènes, hormis l'attaque des chiens, cependant moins longue et située à la fin du film, n'étant pas aussi pénibles.
Le film marque surtout le long calvaire d'une jeune femme isolée et désemparée par ce qu'elle subit et certaines scènes mettent en avant sa détresse face à un père qui refuse d'abandonner sa quête. La présence des animaux et notamment des chiens intensifie l'impression selon laquelle Christiane est une victime, un cobaye face à un père tout-puissant, à la limite de l'obsession et non une personne pouvant maîtriser son destin en bénéficiant de la bienveillance paternelle. La fin est d'ailleurs caractéristique de cet état de fait : la jeune fille libère les chiens qui vont les débarrasser de leur bourreau commun, au travers d'un élan poétique (avec la présence des colombes, elles aussi libérées) aussi déconcertant qu'inattendu.

## Influence dans les arts

### Dans la bande dessinée
- Une adaptation en bande dessinée, très fidèle au roman et non au film, a été publiée par les éditions Artima dans la collection comics pocket Hallucinations (revue) n°54 (4e trimestre 1975, 162 pages), dont les dessins non signés sont attribués au dessinateur espagnol José Grau Hernandez (1914-1998).
- Le tome 3 des aventures de Bruno Brazil (Vance-Greg, Ed. du Lombard 1971) s'intitule Les yeux sans visage, sans référence directe au film, sinon par allusion en faisant intervenir une vague de folie affectant les personnages.

### Au cinéma
- Dès 1961 on note son influence dans le film d'horreur/spectacle Mr. Sardonicus de William Castel. Mélange de Dracula et des Yeux sans visage.
- Le réalisateur et scénariste américain John Carpenter a indiqué que le masque blanc de Christiane l'a inspiré pour créer le masque sans visage de Michael Myers dans le film La Nuit des masques[17].
- Le réalisateur espagnol Pedro Almodóvar a cité le film comme influence majeure pour La piel que habito. Il dit par exemple dans une interview[18] : « J’avais en tête Les Yeux sans visage de Georges Franju pendant que j’écrivais le film et aussi quand j’ai commencé à penser au tournage. Je crois que, probablement, si on veut parler de référence à un autre film, l’unique référence claire et concrète était précisément ce film, Les Yeux sans visage, que je connais par cœur ».

#### Remake
En 1962, le réalisateur de cinéma espagnol Jesús Franco réalise un remake des Yeux sans visage sous le titre L'Horrible Docteur Orlof, suivi de ce qu'on peut considérer comme une suite en 1988 : Les Prédateurs de la nuit.

### Dans la chanson
- La chanson Eyes Without A Face du punk-rocker britannique Billy Idol, coécrite avec le guitariste Steve Stevens et sortie en 1984, fait référence au film de Georges Franju. Pendant le refrain, on y entend distinctement la chanteuse Perri Lister chanter les mots « Les yeux sans visage » en français.
- Il est également fait référence au film dans la chanson Une journée sans issue, de l'album Confessions du chanteur Philippe Katerine, avec le vers « Pourquoi pas des yeux sans visage ».